# Twisted (Hallucinogen-album)
A Twisted Hallucinogen zenész goa trance albuma 1995-ből. 
Rendkívül sikeres volt, több mint 85 000 példány kelt el.

## Számok
1. LSD [1]
2. Orphic Thrench
3. Alpha Centauri
4. Dark Magus
5. Shamanix
6. Snarling Black Mabel
7. Fluoro Neuro Sponge
8. Solstice